# Chris Kramer
Christopher Scott Kramer, detto Chris (Huntington, 4 aprile 1988), è un cestista statunitense, professionista nella NBDL e in Europa.

## Statistiche

### College
| Anno      | Squadra             | PG  | PT  | MP   | TC%  | 3P%  | TL%  | RP  | AP  | PRP | SP  | PP  |
| --------- | ------------------- | --- | --- | ---- | ---- | ---- | ---- | --- | --- | --- | --- | --- |
| 2006-2007 | Purdue Boilermakers | 30  | 24  | 27,6 | 43,0 | 35,1 | 71,0 | 2,9 | 2,5 | 2,1 | 0,1 | 7,2 |
| 2007-2008 | Purdue Boilermakers | 33  | 28  | 28,8 | 45,4 | 21,7 | 61,8 | 3,2 | 2,9 | 2,3 | 0,5 | 6,8 |
| 2008-2009 | Purdue Boilermakers | 35  | 28  | 27,2 | 44,8 | 32,3 | 76,8 | 2,9 | 2,5 | 2,1 | 0,4 | 5,2 |
| 2009-2010 | Purdue Boilermakers | 35  | 34  | 27,8 | 56,5 | 27,3 | 74,7 | 3,0 | 2,3 | 1,7 | 0,4 | 6,5 |
| Carriera  | Carriera            | 133 | 114 | 27,8 | 47,1 | 28,7 | 70,9 | 3,0 | 2,5 | 2,1 | 0,4 | 6,4 |

### Eurolega
| Anno      | Squadra  | PG | PT | MP   | TC%  | 3P%  | TL%  | RP  | AP  | PRP | SP  | PP  |
| --------- | -------- | -- | -- | ---- | ---- | ---- | ---- | --- | --- | --- | --- | --- |
| 2019-2020 | Chimki   | 16 | 0  | 19,2 | 44,0 | 34,5 | 50,0 | 2,1 | 2,9 | 0,4 | 0,1 | 5,1 |
| Carriera  | Carriera | 16 | 0  | 19,2 | 44,0 | 34,5 | 50,0 | 2,1 | 2,9 | 0,4 | 0,1 | 5,1 |

### Eurocup
| Anno      | Squadra       | PG | PT | MP   | TC%  | 3P%  | TL%  | RP  | AP  | PRP | SP  | PP   |
| --------- | ------------- | -- | -- | ---- | ---- | ---- | ---- | --- | --- | --- | --- | ---- |
| 2013-2014 | EWE Oldenburg | 10 | 10 | 26,6 | 58,3 | 47,8 | 60,9 | 3,9 | 3,8 | 2,1 | 0,5 | 9,5  |
| 2014-2015 | EWE Oldenburg | 9  | 9  | 28,2 | 37,7 | 23,1 | 78,6 | 4,4 | 3,6 | 1,3 | 0,2 | 6,0  |
| 2015-2016 | EWE Oldenburg | 16 | 16 | 28,2 | 46,5 | 38,3 | 66,7 | 3,5 | 4,1 | 1,1 | 0,2 | 8,6  |
| 2017-2018 | Rytas Vilnius | 14 | 14 | 30,3 | 49,1 | 39,4 | 70,2 | 2,8 | 7,4 | 1,4 | 0,3 | 11,4 |
| 2018-2019 | Rytas Vilnius | 8  | 6  | 23,8 | 35,2 | 13,3 | 76,9 | 2,9 | 4,6 | 1,9 | 0,0 | 6,2  |
| 2021-2022 | Gran Canaria  | 14 | 7  | 19,6 | 42,5 | 22,2 | 63,2 | 2,2 | 2,6 | 1,1 | 0,1 | 6,1  |
| Carriera  | Carriera      | 71 | 62 | 26,2 | 45,7 | 33,5 | 68,6 | 3,2 | 4,4 | 1,4 | 0,2 | 8,2  |

## Palmarès

### Club
- Coppa di Germania: 1

EWE Oldenburg: 2015
- Coppa di Lituania: 1

Lietuvos rytas: 2018-19

### Individuale
- Basketball Champions League Second Best Team

EWE Oldenburg: 2016-17